# Assawin Boonmun
Assawin Boonmun (thailändisch อัศวิน บุญมั่น, * 18. Juni 1982) ist ein ehemaliger thailändischer Fußballspieler.

## Karriere
Assawin Boonmun stand bis Ende 2012 beim Sisaket FC unter Vertrag. Wo er vorher gespielt hat, ist unbekannt. Der Verein aus Sisaket spielte in der ersten Liga des Landes, der Thai Premier League. 2013 wechselte er zum Phuket FC. Mit dem Verein aus Phuket spielte er in der zweiten Liga, der Thai Premier League Division 1. Der Erstligist Air Force Central aus Bangkok nahm ihn 2014 für zwei Jahre unter Vertrag. 2014 absolvierte er 27 Erstligaspiele. Ende 2014 musste er mit dem Klub in die zweite Liga absteigen. Hier spielte er noch ein Jahr für die Air Force. 2016 verpflichtete ihn Ubon Ratchathani FC. Mit dem Verein aus Ubon Ratchathani spielte er in der dritten Liga, der damaligen Regional League Division 2, in der North/Eastern Region. Ende 2017 beendet er seine Karriere als Fußballspieler.